# Semiothisa stipularia
Semiothisa stipularia là một loài bướm đêm trong họ Geometridae.